# Drachenwand
Drachenwand (în traducere literală Zidul balaurului) este un munte cu înălțimea de 1176 m din grupul Munților Salzkammergut, aflați în Alpii Calcaroși Nordici. Datorita localizării turistice atractive pe malul vestic al lacului Mondsee el este o destinație populară pentru amatorii de drumeții din St. Lorenz. Partea lui sudică, care este împădurită, are doar o ușoară pantă, dar spre nord prezintă un impresionant perete de stâncă aproape vertical de aproximativ 700 de metri înălțime, care domină panorama lacului Mondsee.

## Geologie
Drachenwand a fost format de forțele tectonice ale orogenezei alpine cu aproximativ 5-100 milioane de ani în urmă, atunci când placa tectonice tiroleză a împins masele de roci de la sud peste fliș, o formațiune stâncoasă, care marchează trecerea la poalele Alpilor. Peretele este din roci calcaroase foarte fragile, ceea ce face complicată o ascensiune alpină.

### Peșteri
La poalele muntelui Drachenwand un izvor carstic puternic se ridică până aproape de portalul de aproape 25 de metri al peșterii Klausbach (cadastrul peșterii 1532/2, 47° 48′ 45″ N, 13° 21′ 23″ E). Prin intrarea îngustă se merge prin galerii spațioase până la așa-numita Drachenhalle, unde se află un lac format de izvor. În sedimentele glaciare din zona de intrare au fost descoperite rămășițe din cultura La-Tène și mai noi, precum și oase de animale domestice.
La nord de acestea se află Nixloch la 47° 48′ 53″ N, 13° 21′ 18″ E.
Chiar sub creastă, se află Drachenloch, o gaură în stâncă care face un pod îngust peste creastă.

## Amplasare

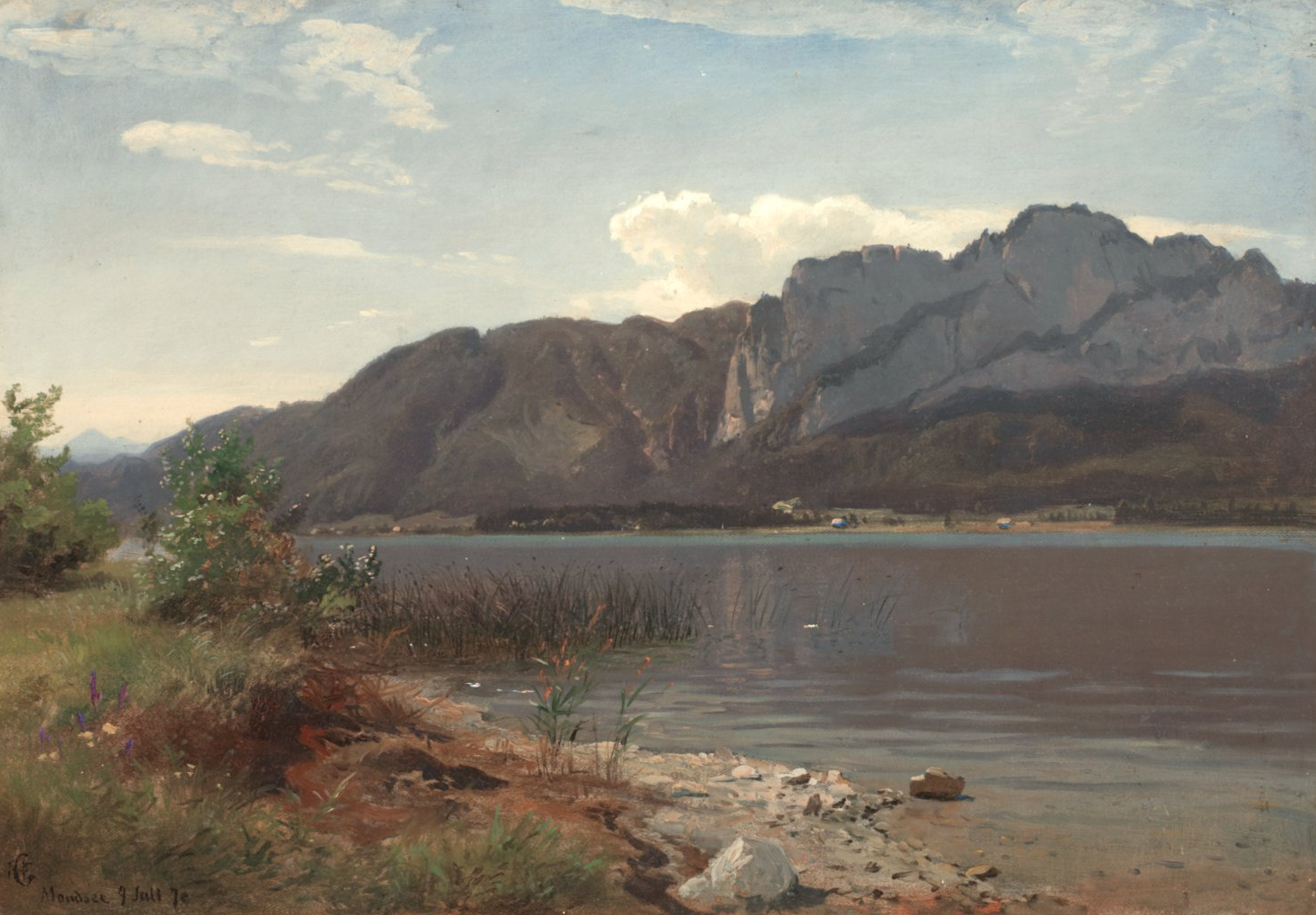
Drachenwand cu Mondsee în prim-plan, pictură de Hans Fredrik Gude, 1870

Drachenwand se întinde pe o lungime de aproximativ un km de la vest la est și are 1176 de metri în punctul cel mai înalt. Pe creasta sa trece frontiera între landurile austriece Austria Superioară (în nord) și Salzburg (în sud). Munții vecini sunt la vest Schatzwand (1264 m) și Schober (1328 m), la est Drachenstein (1060 m, cu Crucea din vârf) și la sud-est Almkogel (1030 m). Localitatea importantă cea mai apropiată este St. Lorenz, situată la un kilometru nord-est în linie dreaptă pe malul de vest al lacului Mondsee.

## Ascensiuni turistice
Ascensiunea pe Drachenwand se poate face pe mai multe trasee, ccele dinspre est fiind dotate parțial cu cabluri de asigurare. Înspre est este satul Gries, o parte sudică a orașului St. Lorenz, punctul de plecare pentru o urcare pe un drum stâncos cu caracter parțial de alpinism. În 2008 de-a lungul laturii estice a fost construit un perete de alpinism pe vârful Drachenwand. Din vest este un drum mai ușor prin pădure de la Fuschl la Fuschlsee. Alpinismul este periculos din cauza posibilității de prăbușire a pereților muntelui Drachenwand.

## Legendă
Există o legendă cu privire la numele muntelui. Bucătarii unor preoți au degresat în secret smântâna din lapte și le-au dat angajatorilor săi numai lapte diluat, astfel încât i-a luat diavolul. Dar, ei au plâns așa de tare pentru pedeapsa lor aspră și au început să țipă și să geamă că diavolul s-a rătăcit și s-a prăbușit chiar prin mijlocul muntelui, rupând o gaură, Drachenloch, care poate fi văzută și astăzi.

## Bibliografie și hărți

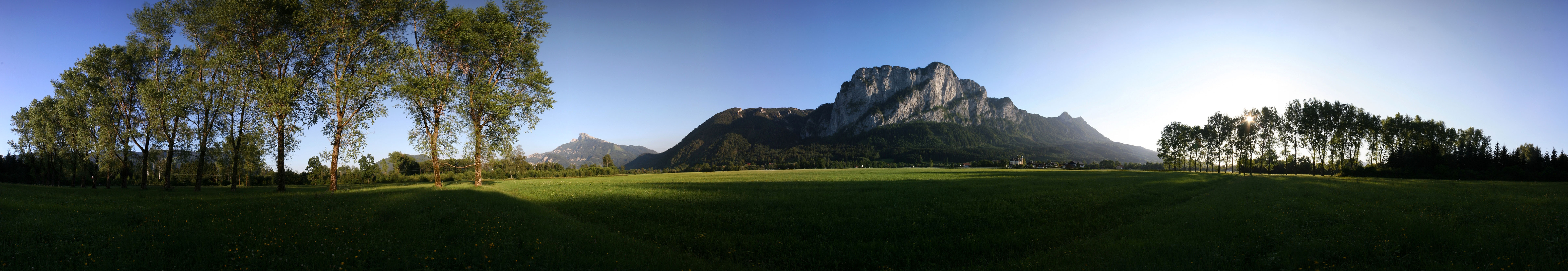